# Conclusion (Segers)
Conclusion is een compositie voor harmonieorkest van de Belgische componist Jan Segers.
Het werk werd op cd opgenomen door het Symphonic Wind Orchestra "Vooruit" Harelbeke onder leiding van Gerard Verschaeve en door het Groot Harmonieorkest van de Belgische Gidsen onder leiding van gast-dirigent Jan van der Roost.